# Albion Football Club
O Albion Football Club é um clube de futebol uruguaio fundando em 01 de junho de 1891, com sede na cidade de Montevidéu. É o clube uruguaio mais antigo dedicado exclusivamente a prática do futebol.
O Albion além do pioneirismo, é também a equipe incentivadora e uma das quatro equipes fundadoras da The Uruguay Association Football League, atualmente denominada de Asociación Uruguaya de Fútbol (AUF).
Após quase um século no ostracismos do amadorismo, a equipe se profissionalizou e atualmente os leões estão disputando a Segunda Divisão Profissional do Uruguai.

## História

### Pioneirismo
Com o nascimento do esporte bretão no mundo, seus compatriotas espalharam a modalidade pelo mundo, o futebol chegou ao Uruguai com os imigrantes ingleses que desembarcaram no país na década de 1880. Desde então, o esporte faz parte de uma das manifestações culturais mais importantes do país.

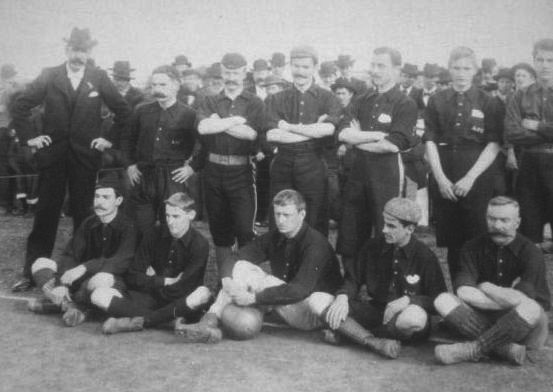
Foto da equipe do Albion em 1898

A fundação dos Leones se deu por intermédio de Henry Candid Lichtenberger, que aos 18 anos, quando era aluno de uma escola inglesa do Uruguai e do discípulo William Leslie Poole (imigrante inglês considerado o responsável por trazer o futebol para o Uruguai), em maio de 1891 convidou colegas do colégio para fundar um clube de futebol, denominado Football Association.
A resposta foi positiva e em 1º de junho de 1891 o clube começou a funcionar com 23 sócios. O primeiro Conselho de Administração foi presidido por William Mac Lean, com H. A. Woodcock (secretário), H. C. Lichtenberger (tesoureiro), Andrews Clark; J. D. Woosey e G. P. Swinden.
O primeiro estatuto dava conta de que se tratava de um clube uruguaio, onde era rejeitada a presença de jogadores estrangeiros, qualquer que fosse sua origem. Segundo J. Buzzetti e E. Guiterrez Cortinas, “não se tratava de negar a ascendência inglesa, era simplesmente o orgulho de se sentir original que os levava a se expressar esportivamente como tal”.
Em 1896, Albion viajou para Buenos Aires para jogar dois amistosos. Venceu o Retiro por 4 a 1 e o Belgrano por 5 a 3, dois dos times mais importantes da Argentina na época. Isso significou a primeira vitória de um clube uruguaio em nível internacional.

### Albion

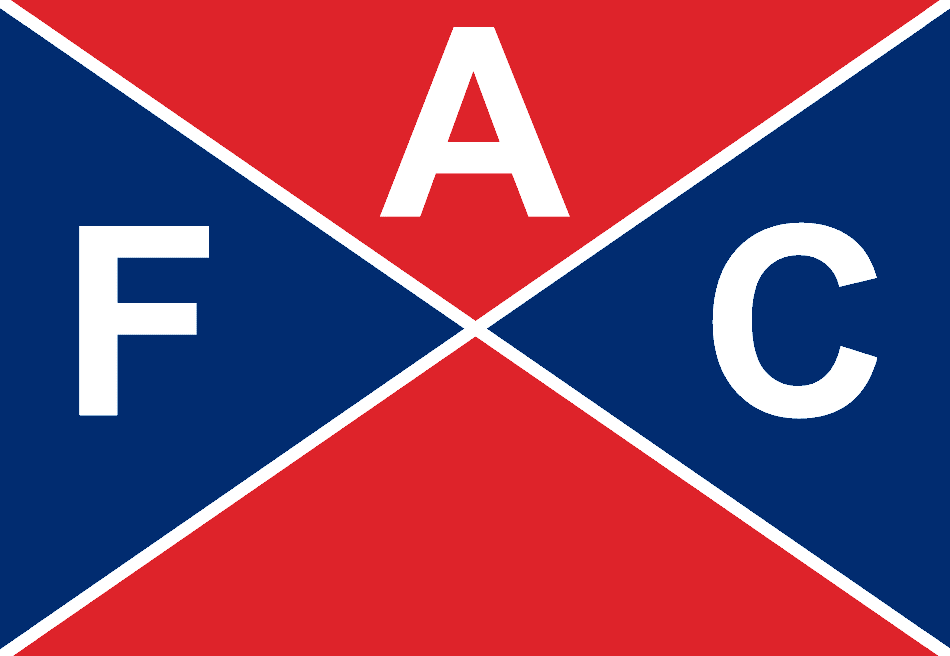
Bandeira do Albion

O clube jogou sua primeira partida em 2 de agosto de 1891 em La Blanqueada contra Montevidéu Cricket e perdeu por 3 a 1. O segundo jogo foi disputado no dia 25 de agosto, contra o mesmo rival, e foi derrotado por 6 a 0 contra um poderoso time, que incluía Poole, Henry S. Bowles, Negron, Hamilton, entre outros. Nessa altura, a Football Association era vista pela imprensa inglesa como "a promissora equipa júnior".
No dia 21 de setembro do mesmo ano, em assembléia realizada na Barraca Inglesa, William Pepper, apoiado por Clark, propôs uma mudança de nome, a instituição passaria a ser chamada de Albion Football Club, em homenagem aos criadores do futebol. As cores da camisa também foram trocadas, antes toda branca, agora seria azul com gola e mangas brancas, que completou com calça branca e meia preta.
Entre 1892 e 1895, o futebol começou lentamente a se desenvolver a partir das elites. Em março de 1895, o próprio Lichtenberger propôs modificar o estatuto para aceitar jogadores estrangeiros a fim de ser mais competitivo. Decidiu-se substituir a camisa por um azul e vermelho com metades verticais, em referência e homenagem à Grã-Bretanha.

#### Field del Albion

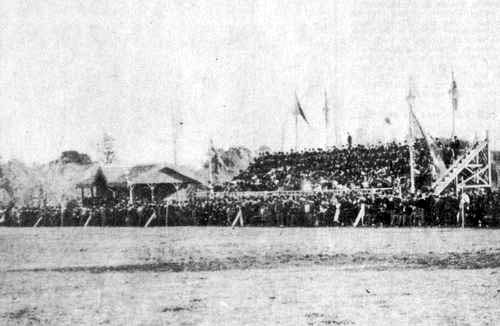
Field del Albion

A princípio o Albion jogou em Punta Carretas, até 1899. Por incentivo de uma companhia de bondes, passou a mandar suas partidas em Paso Molino, onde era dono do que é considerado "O primeiro estádio de futebol do Uruguai", um campo de jogo cercado por arquibancadas, os Leones usaram o campo até 1905.
O local era conhecido como "Field del Albion". Atualmente, seu campo é o "Parque Dr. Enrique Falco Lichtenberger", se encontra em La Unión, estando na fronteira com o Hurricane Park (estádio Hurricane Buceo). Atualmente não há condições de jogo no local, não tem infraestrutura de arquibancadas e em péssimas condições de apresentação, não estando autorizado para a pratica do futebol.

### A decadência
Em 22 de março de 1901, o Nacional (que havia sido rejeitado no ano anterior e não participou do primeiro campeonato uruguaio de 1900) solicitou sua entrada na Liga, sendo aceito. A partir desse momento os Carboneros do CURCC e os Bolsos do Nacional começaram a assumir o fanatismo da torcida. O CURCC foi novamente campeão e o Nacional foi o segundo, sendo este o último ano em que Albion exibiu um potencial desportivo aceitável.

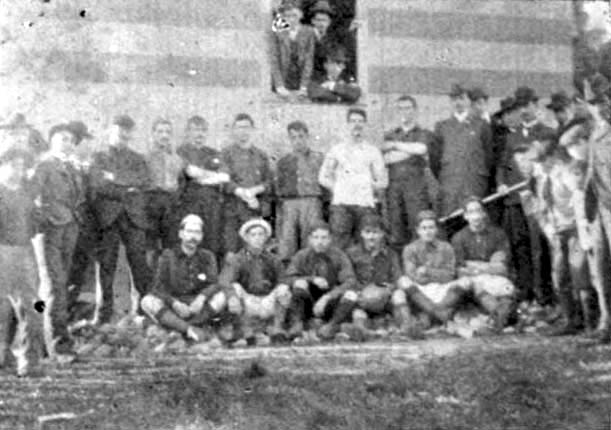
Foto da equipe do Albion em 1901

Em 1902, o Albion sofreu um sério desligamento do seu quadro desportivo, os irmãos Sardeson. Juntos os irmãos saíram dos Leones e lideraram a fundação do Montevideo Wanderers. O motivo da saída foi o fato de não terem um lugar na equipe principal. O desempenho do clube continuou a se deteriorar esportivamente em 1902, 1903 até o lamentável desempenho de 1905, que seria o último. No dia 7 de maio do mesmo ano o clube foi derrotado por 11 a 0 pelo recém-fundado Club Atlético Independiente, que obteve a primeira vitória de sua história.
O clube se desintegrou. A ausência de uma organização administrativa e a escassez de resultados esportivos, atrelado a saída dos membros mais jovens e promissores da equipe para o Nacional os errantes do Montevideo Wanderers, em 1908, o clube já era uma lenda do futebol uruguaio.
Um grupo de atletas liderados por Amilcar Céspedes e Miguel Nebel, tentou ressuscitar Albion. Apesar do esforço, o time não conseguiu ir além no campeonato daquele ano.

### A volta dosLeones
O Albion, ainda no século XX, passou por crises financeiras que assolaram o clube, os Leones foram ajudados a se manter pelo Nacional, este que por muito tempo, manteve o Albion. O impediu de desaparecer e ajudava financeiramente.
Após uma reestruturação do clube e o início de um novo projeto profissional, o Albion jogou a Segunda Nacional B em 2013, conseguindo chegar mais perto da promoção. Em 2017, foi consagrado Campeão do Torneio de Abertura da Primeira Divisão Amadora e meses depois, Campeão Uruguaio, vencendo o Colón FC por 2 a 1 no Estádio Centenário, com gols de Xavier Páez e Maximiliano Rodríguez. Desta maneira, o Albion voltou a uma das categorias mais importantes do futebol uruguaio.
Em entrevista, Juan Alvarez, diretor do clube, que assim como Leonardo Blanco são os os responsáveis pela profissionalização do Albion, declarou:
"Voltando para a atualidade, de 2013 a 2017 foi onde aconteceu o fortalecimento do projeto com a ideia de levar o Albion ao profissionalismo. É um projeto sério, profissional e com ideias bem claras. Em 2017 foi quando ganhamos o torneio Apertura da segunda divisão B (Equivalente à terceira divisão nacional) e ao final de 2017 jogamos a final para o acesso no estádio centenário contra o Colon FC, que ganhamos de 2 a 1. Desde 2018 jogamos a segunda divisão profissional da AUF.”
"A história do Albion é muito rica. O clube foi fundado em 1º de junho de 1891, sendo a equipe pioneira no Uruguai em dedicar-se apenas ao futebol. Em fevereiro de 1900, por ideia do nosso fundador, o Sr. Henry Candid Lichtemberger, o Albion foi o co-fundador da Uruguay Association Foot-ball League (atual AUF – Asociación Uruguaya de Fútbol). Em 1901, disputou um jogo contra um combinado da Liga Argentina, que é considerado por alguns historiadores como a primeira partida oficial da seleção uruguaia. O Albion tem um papel muito importante no esporte uruguaio não apenas como fundador da AUF”.

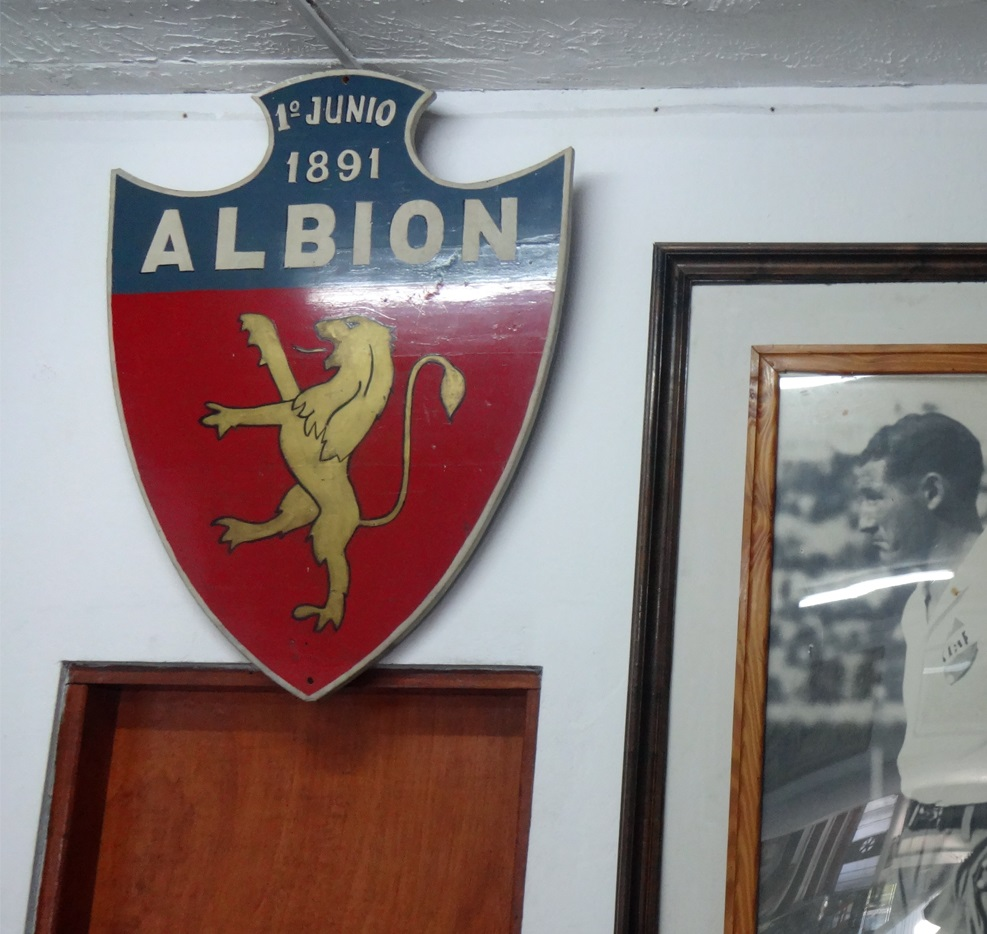
Antigo escudo na sede do clube.

O Albion não tem mais a estrutura que lhe pertencia no início, a antiga sede está abandonada e ocupado por moradores, muitos pertences, como troféus e documentos, estão guardados com o Nacional. A equipe tem treinado em um campo universitário alugado e manda seus jogos nos estádios: Parque José Nasazzi do Bella Vista e o Estádio Charrúa.

## Uniforme
- Uniforme titular tradicional: Camisa com metades verticais em vermelho e azul, calção branco e meias brancas.
- Uniforme alternativo: Camisa branca com detalhes em vermelho e azul, calção branco e meias brancas.

### Evolução
Na fundação do clube, ainda com o nome de Football Association, a equipe usava um uniforme todo branco com uma estrela vermelha, ainda em 1891 com a mudança do nome do clube para Albion, a equipe passou a usar um uniforme totalmente em azul com gola branca (cores da bandeira uruguaia), já que era um time inteiramente formado por nativos do Uruguai, ao contrário das demais instituições esportivas da época. Então, no final da década de 1890, a equipe passou a permitir a entrada de jogadores britânicos, por este motivo o vermelho foi adicionado.
| 1891 | 1891-1895 | 1895-atual |

## Fundação da AUF
A entidade máxima da futebol uruguaio tem sua história ligada diretamente aos Leones. Henry Candid Lichtenberge fundador do Albion teve a ideia de criar um campeonato de futebol, ele convidou outras três equipes para fazer o torneio, foram elas: Central Uruguay Railway Cricket Club, o Deutscher Fussball Klub e o Uruguay Athletic Club.
Foi então que em 30 de março de 1900 foi fundada a The Uruguay Association Football League, atualmente denominada de Asociación Uruguaya de Fútbol (AUF).

## Club of Pioneers
Em tradução livre, o Clube dos Pioneiros é uma importante rede mundial criada pela Sheffield Football Club Foundation, pertencente ao Sheffield FC (clube de futebol reconhecido pela FIFA como o mais antigo do mundo), que tem o objetivo de descobrir e conectar os clubes de futebol mais antigos do mundo, para construir uma rede global de clubes de futebol com o intuito de promover a importância da história do futebol e do futebol amador.
Para receber o título de membro honorário é necessário preencher algum requisitos, são feitas pesquisas junto a historiadores e federação. Em 2018 o Albion Football Club recebeu esse título e se tornou o embaixador do Club of Pioneers na América Latina.

## Albion SAD
A associação civil - Albion Football Club - assinou contrato com o Albion SAD, um acordo de relacionamento e funcionamento em que a associação civil transferia todos os direitos e obrigações que lhe correspondiam ao nível das competições desportivas de futebol da equipe.
Por meio de uma resolução, em 20 de dezembro de 2016, a Federação Uruguaia de Futebol declarou a Albion SAD como pessoa jurídica que substituía a afiliada (associação civil) em todas as questões relativas aos direitos e obrigações perante a AUF.

## Títulos
| Nacionais | Nacionais                        | Nacionais | Nacionais  |
|           | Competição                       | Títulos   | Temporadas |
| --------- | -------------------------------- | --------- | ---------- |
| Uruguai   | Campeonato Uruguaio - 2° Divisão | 1         | 2021       |
| Uruguai   | Campeonato Uruguaio - 3° Divisão | 1         | 2017       |
| Uruguai   | Copa Competencia                 | 1         | 1900       |

## Referência
1. ↑  «Los colores en el primer campeonato uruguayo de fútbol». historiafutbolclub.mozello.com. Consultado em 6 de março de 2021
2. ↑  Massi, Luciano (19 de dezembro de 2019). «Afinal, quem é o decano no Uruguai?». Futebol na Veia. Consultado em 6 de março de 2021
3. ↑  «El primer club de fútbol en Uruguay: Albion F.C. (1891)». História(s) do Sport. 1 de outubro de 2018. Consultado em 6 de março de 2021
4. 1 2  «El primer club de fútbol en Uruguay: Albion F.C. (1891)». História(s) do Sport. 1 de outubro de 2018. Consultado em 7 de março de 2021
5. ↑  www.el-area.com/descargas/la-historia-del-decano.pdf. [S.l.: s.n.]
6. ↑  «Pivô de disputa histórica, clube mais antigo do Uruguai ressurge no profissionalismo». ge. Consultado em 7 de março de 2021
7. 1 2  «Albion F.C.». www.albionfc.com.uy. Consultado em 7 de março de 2021
8. 1 2  «Albion FC: O clube histórico da América Latina». Futebol com Amor. 29 de abril de 2020. Consultado em 7 de março de 2021
9. ↑  «Los colores en el primer campeonato uruguayo de fútbol». historiafutbolclub.mozello.com. Consultado em 7 de março de 2021
10. ↑  «AUF». www.auf.org.uy. Consultado em 7 de março de 2021
11. ↑  «Albion F.C.». www.albionfc.com.uy. Consultado em 7 de março de 2021